# Сава Карађорђевић
Сава Карађорђевић је била српска принцеза. Рођена је као најстарија кћи вожда Карађорђа. Заједно са оцем је прешла у Аустријско царство након пропасти Првог српског устанка, а потом је са супругом живела у Русији. Њен директни потомак је била чувена српска сликарка Милена Павловић-Барили.
Њен супруг је био Антоније Ристић. У браку са њим имала је бар четири сина и једну кћерку, али су јој само два сина и кћер преживели детињство. Најстарији син Коста (Константин) рођен је у Сибињу 1814. године, и касније је био ађутант код Александра Карађорђевића, свог ујака. Имао је чин пешадијског мајора и преминуо је у Београду 1853. године. Други син Димитрије рођен је 1816. године у Хотину. Трећи син Аћим (Јаким) рођен је такође у Хотину 1821. године. Био је срески писар. Четврти син Јован је рођен 1826. године, поново у Хотину, али је, као и његов старији брат Димитрије, преминуо млад. Ћерка Марија је рођена 1828. године, а у браку са капетаном Антонијем Павловићем је имала бројно потомство. Милена Павловић-Барили је била директни Маријин потомак. Антоније Ристић и Сава Карађорђевић су имали и децу рођену у Србији, али су она умрла у детињству. У једном запису у манастиру Студеници се помиње син Теодор.
Сава Карађорђевић је преминула 1847. године у Београду код свог сина Косте. Сахрањена је у Палилулској цркви, где је касније сахрањен и сам Коста.